# Divadlo Gešer
Divadlo Gešer (hebrejsky: תיאטרון גשר, Te'atron Gešer, doslova Divadlo Most) je divadlo v Tel Avivu v Izraeli fungující od roku 1991.
Bylo založeno s přispěním Ministerstva školství Izraele, Židovské agentury, města Tel Aviv, nadace The Tel Aviv Development Foundation a Sionistického fóra. Cílem bylo založit nový divadelní soubor určený a provozovaný především novými židovskými imigranty ze zemí bývalého SSSR. Zakladatelem a uměleckým ředitelem divadla je Jevgenij Arje, který měl za sebou předchozí divadelnickou zkušenost z Moskvy. Soubor patří mezi několik divadel na světě, která jsou dvojjazyčná. Většina her je ve stejném obsazení předváděna střídavě hebrejsky a rusky. Divadlo kombinuje tradiční postupy ruského divadla s moderními trendy. První hrou zde uvedenou byla Rosencrantz a Guildenstern jsou mrtvi od Toma Stopparda v dubnu 1991. Toto dílo také reprezentovalo izraelské divadelnictví v New Yorku v roce 1992 a to s velkým úspěchem. V roce 1993 byl Gešer prvním divadlem z Izraele, které se účastnilo přehlídky Festival d'Avignon ve Francii. V roce 1994 se divadlo nastěhovalo do své první stále budovy v staré Jaffě v Tel Avivu. Roku 1999 se soubor přestěhoval do trvalého sídla, rovněž v Jaffě. Roku 1998 vznikla jako druhá scéna Gešer II, určená po mladé začínající herce.